# İvriz Çayı
La rivière d'İvriz (İvriz Çayı) est une rivière de Turquie sur le cours de laquelle se trouve le barrage d'İvriz dans la province de Konya. Cette rivière endoréique passe près d'Ereğli avant de se perdre dans les plaines au nord de la ville (vers 1 000 m d'altitude).